# Moder
Pour les articles homonymes, voir Moder (homonymie).
Le moder est un humus formé en aérobiose essentiellement en forêt.
Les lombrics sont assez rares, comparativement au mull. Les détritivores sont représentés par des micro-arthropodes tels que les acariens oribates et les collemboles et par de petits annélides, les enchytréides.
On observe sous la litière de feuilles et d'aiguilles (horizon OL) qui se décomposent moins rapidement que dans le mull une accumulation de matière organique envahie par un abondant feutrage de filaments fongiques plus ou moins épais, au sein de laquelle on distingue un horizon formé de fragments végétaux décomposés et de boulettes fécales d'animaux du sol (horizon OF) et un horizon entièrement humifié de couleur noirâtre (horizon OH). Les champignons saprophytes et mycorhiziens prédominent par rapport aux bactéries et donnent au moder une odeur particulière (moder smell). L'horizon A est compact, gris ou noir mais avec une légère teinte rougeâtre (mobilisation du fer), et le rapport C/N varie de 15 à 25. Le pH est acide (< 5),.